# Blackle
Blackle is een ecologisch geïnspireerde zoekmachine, opgericht door Heap Media in 2007. Het maakt gebruik van Google Custom Search.
De aanleiding voor de oprichting van Blackle was een bericht in 2007 op de blog van ecoIron: ‘Black Google would save 750 MegaWatt-hours a Year’. Volgens de auteur van het bericht zou er veel energie bespaard kunnen worden indien Google in het zwart uitgevoerd zou worden.

## Principe
De veronderstelling dat men energie zou kunnen uitsparen door het gebruik van een zwarte Google is gebaseerd op het feit dat verschillende kleuren niet allemaal evenveel energie verbruiken op een computerscherm. Een zwart scherm verbruikt minder energie dan een wit scherm. Door het grote aantal gebruikers van Google zouden al deze kleine besparingen opgeteld in een jaar toch in een grote besparing resulteren.
Hier is echter veel kritiek op gekomen.

## Kritiek
De veronderstelling dat zwart minder verbruikt dan wit blijkt niet helemaal correct te zijn. De hoeveelheid energie die een kleur verbruikt, hangt af van de technologie waarmee het scherm gemaakt is. De twee meestgebruikte typen computerschermen zijn CRT-schermen en lcd-schermen.
Voor CRT-schermen klopt het inderdaad dat een zwarte achtergrond minder energie verbruikt dan een witte, maar niet voor lcd-schermen. De meerderheid van de internetgebruikers beschikt over een lcd-scherm. Op een lcd-scherm verbruikt een zwarte achtergrond zelfs iets meer dan een witte, hoewel het verschil niet zo heel groot is.